# Feels (singolo)
Feels è un singolo del DJ scozzese Calvin Harris, pubblicato il 16 giugno 2017 come quarto estratto dal quinto album in studio Funk Wav Bounces Vol. 1.
Il brano ha visto la partecipazione dei cantanti statunitensi Pharrell Williams e Katy Perry e del rapper statunitense Big Sean.

## Video musicale
Il video musicale è stato diretto da Emil Nava e reso disponibile attraverso il canale Vevo-YouTube del disc jockey il 26 giugno 2017. Nel video Calvin Harris, Pharrell Williams, Katy Perry e Big Sean girano per un'isola deserta.
Un secondo video musicale è stato reso disponibile sempre sul profilo YouTube di Calvin Harris a partire dal 27 agosto 2017. È un video altrettanto colorato ma con una fotografia più granulosa rispetto a quella del video precedente che riecheggia l'anima pop anni ottanta del brano.

## Tracce
Testi e musiche di Adam Wiles, Pharrell Williams, Brittany Hazzard, Katy Perry e Sean Anderson.
1. Feels (feat. Pharrell Williams, Katy Perry & Big Sean) – 3:43

## Formazione
Musicisti
- Calvin Harris – basso, drum machine, pianoforte, chitarra, tastiere, wurlitzer, battimani
- Pharrell Williams – voce
- Katy Perry – voce
- Big Sean – voce

Produzione
- Calvin Harris – produzione, missaggio
- Mike Larson – registrazione
- Marcos Towar – registrazione
- Gregg Rominiecki – registrazione
- Jacob Dennis – assistenza alla registrazione
- Iain Findlay – assistenza alla registrazione
- Dave Kutch – mastering

## Successo commerciale
Nel Regno Unito il singolo ha raggiunto la vetta della Official Singles Chart con 39 569 unità, di cui 24 298 provenienti dalle riproduzioni streaming, detronizzando Despacito di Luis Fonsi e Daddy Yankee che aveva dominato per undici settimane non consecutive. È così diventata l'ottava numero uno di Calvin Harris, la quinta di Katy Perry, la quarta di Pharrell Williams e la prima di Big Sean.

## Classifiche

### Classifiche settimanali
| Classifica (2017)     | Posizione massima |
| --------------------- | ----------------- |
| Australia             | 3                 |
| Austria               | 5                 |
| Belgio (Fiandre)      | 3                 |
| Belgio (Vallonia)     | 1                 |
| Canada                | 5                 |
| Colombia              | 14                |
| Croazia               | 1                 |
| Danimarca             | 4                 |
| Filippine             | 22                |
| Finlandia             | 10                |
| Francia               | 6                 |
| Germania              | 9                 |
| Irlanda               | 3                 |
| Islanda               | 1                 |
| Italia                | 20                |
| Libano                | 1                 |
| Lussemburgo           | 2                 |
| Malaysia              | 4                 |
| Messico               | 11                |
| Norvegia              | 5                 |
| Nuova Zelanda         | 2                 |
| Paesi Bassi           | 9                 |
| Polonia               | 1                 |
| Portogallo            | 8                 |
| Regno Unito           | 1                 |
| Repubblica Ceca       | 5                 |
| Repubblica Dominicana | 20                |
| Romania               | 50                |
| Russia                | 50                |
| Slovacchia            | 4                 |
| Slovenia              | 4                 |
| Spagna                | 25                |
| Stati Uniti           | 20                |
| Svezia                | 18                |
| Svizzera              | 6                 |
| Ucraina               | 58                |
| Ungheria              | 9                 |

### Classifiche di fine anno
| Classifica (2017) | Posizione |
| ----------------- | --------- |
| Australia         | 28        |
| Austria           | 44        |
| Belgio (Fiandre)  | 19        |
| Belgio (Vallonia) | 18        |
| Brasile           | 157       |
| Canada            | 32        |
| Croazia           | 30        |
| Danimarca         | 42        |
| Francia           | 25        |
| Germania          | 59        |
| Islanda           | 23        |
| Italia            | 69        |
| Norvegia          | 39        |
| Nuova Zelanda     | 28        |
| Paesi Bassi       | 43        |
| Polonia           | 35        |
| Portogallo        | 43        |
| Regno Unito       | 24        |
| Slovenia          | 35        |
| Stati Uniti       | 74        |
| Svezia            | 82        |
| Svizzera          | 50        |
| Ungheria          | 27        |